# La guerra e i labirinti
La guerra e i labirinti è una raccolta di racconti fantascientifici dello scrittore americano Fritz Leiber, pubblicata nel gennaio 1976 da Casa Editrice La Tribuna come 47ª uscita della collana Science Fiction Book Club. È stata creata appositamente per il mercato italiano dal curatore Gianni Montanari, assemblando assieme i contenuti di due antologie precedentemente predisposte da Leiber per la casa editrice Ace Books: The Mind Spider and Other Stories (1961) e Ships to the Stars (1964).

## Antologie originali

### The Mind Spider and Other Stories
The Mind Spider and Other Stories (letteralmente Un ragno nella mente e altre storie) è stata la seconda raccolta di racconti di Leiber mai pubblicata, dopo il volume di testi horror Neri araldi della notte (Night's Black Agents, Arkham House, 1947); fu stampata da Ace Books nel 1961 entro la collana Ace Double, una linea editoriale di cui ogni uscita era un omnibus di due testi diversi. Nello specifico The Mind Spider and Other Stories fu associata al romanzo di Leiber Il grande tempo (The Big Time, 1958) ed entrambe le opere afferiscono alla saga della Guerra del Cambio, un ciclo di fantascienza militare imperniato sui viaggi nel tempo; di conseguenza questo volume doppio rappresentò la prima raccolta espressamente dedicata alla Guerra del Cambio.
L'antologia comprende i seguenti sei racconti, organizzati secondo un ordine di lettura non coincidente con quello di pubblicazione:
1. "The Haunted Future", Fantastic novembre 1959.
2. "Damnation Morning", Fantastic agosto 1959.
3. "The Oldest Soldier", The Magazine of Fantasy & Science Fiction maggio 1960.
4. "Try and Change the Past", Astounding Science Fiction marzo 1958.
5. "The Number of the Beast", Galaxy Magazine dicembre 1958.
6. "The Mind Spider", Fantastic novembre 1959.

Si noti che all'uscita di questa raccolta Leiber aveva scritto in effetti sette racconti legati alla Guerra del Cambio, ma "A Deskful of Girls" (The Magazine of Fantasy & Science Fiction aprile 1958) sarebbe apparso in volume per la prima volta l'anno seguente in Shadows With Eyes (Ballantine Books, 1962).
Nel 1976 Ace Books ristampò questa raccolta in un volume autonomo dallo stesso titolo e comprendente anche un'introduzione di Leiber, ma per ragioni ignote "Try and Change the Past" venne sostituito con il racconto auto-conclusivo horror "A Bit of the Dark World" (Fantastic Stories of Imagination febbraio 1962).

### Ships to the Stars
Ships to the Stars (letteralmente Navi verso le stelle) fu stampata anch'essa da Ace Books entro la collana Ace Double nel 1964, ma in un volume miscellaneo che la affiancava al romanzo inedito Lunga caccia nello spazio (The Million Year Hunt) di Kenneth Bulmer. I sei racconti riuniti in questa raccolta sono tutti pezzi auto-conclusivi risalenti per lo più al decennio precedente e vennero illustrati ciascuno con un frontespizio di Jack Gaughan.
1. "Dr. Kometevsky's Day", Galaxy Science Fiction febbraio 1952.
2. "The Big Trek", The Magazine of Fantasy & Science Fiction ottobre 1957.
3. "The Enchanted Forest", Astounding Science Fiction ottobre 1950.
4. "Deadly Moon", Fantastic Science Fiction Stories novembre 1960.
5. "The Snowbank Orbit", If settembre 1962.
6. "The Ship Sails at Midnight", Fantastic Adventures settembre 1950.

Anche questa raccolta fu ristampata da Ace Books in un volume autonomo nel 1976, mantenendo in questo caso gli stessi materiali.

## Edizione italiana
Quando Casa Editrice La Tribuna ottenne i diritti su The Mind Spider and Other Stories e Ships to the Stars, il curatore editoriale Gianni Montanari decise di combinare assieme le due antologie in un unico volume, tagliò due racconti provenienti da Ships to the Stars, riorganizzò i rimanenti dieci testi in base ad affinità tematiche e vi associò degli apparati critici composti di suo pugno. Ne risultò la raccolta La guerra e i labirinti, che presenta la seguente struttura interna:
- Presentazione di Gianni Montanari
- Biografia e bibliografia italiana di Fritz Leiber, a cura di Gianni Montanari
- La Guerra
  - "Come dannarsi" ("Damnation Morning").
  - "Non si torna indietro" ("Try and Change the Past").
  - "Azione di retroguardia" ("The Oldest Soldier").
  - "Orbita frenante" ("The Snowbank Orbit").
- I Labirinti
  - "Ama il mostro tuo" ("The Haunted Future")
  - "Il numero della bestia" ("The Number of the Beast")[2].
  - "Il giorno di Kometevsky" ("Dr. Kometevsky's Day")[3].
  - "La nave salpa a mezzanotte" ("The Ship Sails at Midnight")[4].
  - "La foresta incantata" ("The Enchanted Forest")[5].
  - "Un ragno nella mente" ("The Mind Spider").

I due racconti tagliati provenienti da Ships to the Stars erano già stati tradotti in italiano in due diverse miscellanee:
- "Il grande esodo" ("The Big Trek") in appendice al romanzo Hedrock l'immortale (The Weapon Makers) di A. E. van Vogt, Urania 424, Arnoldo Mondadori Editore, 1966.
- "Un'incognita" ("Deadly Moon") nell'antologia 3 per la vecchia luna, Urania 434, Arnoldo Mondadori Editore, 1966.